# 昂热有轨电车A线
昂热有轨电车A线（法語：Ligne A du tramway d'Angers）是法国西部城市昂热的一条有轨电车线路，全长12.3公里，于2011年6月开通。

## 历史
2001年，昂热提出了有轨电车修建计划，并于2002~2003年间进行了可研报告。原计划于2006年左右开始施工，2009年投入运营，但因施工期间曼恩河发生洪涝灾害，迫使横跨曼恩河的大桥缓建，加之种种外界因素，最终于2011年6月25日才建成通车。当天，愤怒的昂热市民在通车仪式上向有轨列车投掷大量鸡蛋及颜料，并举行了浩大的游行，以表达对昂热有轨电车延迟通车的不满。

## 路线
昂热有轨电车A线大致呈南北走向，途径两个市镇，跨越了曼恩河，并横穿昂热老城区和昂热火车站，全长12.3公里，其中正线长度为约12.07公里，共设有25个车站。其中"赖伊蒙"至"莫里哀广场"之间约400米的路段因地形限制为单线铁路，而"佛煦-蓝屋"至"莫里哀广场"和"阿卡西亚"至"摇摆"两个区段之间共约1.4公里的路段采用地面导电的供电方式，其余路段则均为复线接触网式线路。

## 造价
昂热有轨电车A线总造价约为2.87亿欧元，平均每公里造价为2330万欧元，略高于法国平均水平。

## 运营
昂热有轨电车A线的高峰期最低间隔约为6分钟一班，暂不分大小交路，全程运行时间大约为39分钟。
2014年，昂热有轨电车A线的搭载乘客总数量为854.5万人次，平均每天3.6万人次，略低于预期水平。

## 车型
昂热有轨电车A线使用阿尔斯通 Citadis 302型有轨电车，共有17列，其中2列为热备车辆。其外观为彩虹图案，内部设有监控系统。每列列车为5节编组，可装载最多208人，平均旅速为30km/h，最高可达70km/h。

## 车辆所
A线的车辆所为"雷蒙佩龙"（Reymond Perron），位于韦尔诺和植物园地两站之间。

## 站点设置
| 昂热有轨电车A线线路表 |        |                  |          | |
| 车站名称              | 里程   | 站台类型         | 所在市镇 | 可换乘线路                                                                                               |
| 阿夫里耶-阿登         | 0m     | 双侧式站台       | 阿夫里耶 | 公交7路                                                                                                  |
| 摇摆                  | 465m   | 岛式站台         | 阿夫里耶 | 公交7路                                                                                                  |
| 圣吉勒                | 760m   | 分离式双侧式站台 | 阿夫里耶 | 公交3路、7路                                                                                             |
| 阿卡西亚              | 1160m  | 双侧式站台       | 阿夫里耶 | 公交7路                                                                                                  |
| 鲁瓦树林              | 1670m  | 双侧式站台       | 阿夫里耶 | |
| 马耶讷高原            | 2160m  | 双侧式站台       | 阿夫里耶 | |
| 植物园地              | 2775m  | 双侧式站台       | 昂热     | |
| 韦尔诺                | 3530m  | 双侧式站台       | 昂热     | 公交5路、8路                                                                                             |
| 圣欧班高地            | 4035m  | 双侧式站台       | 昂热     | |
| 让·穆兰               | 4780m  | 双侧式站台       | 昂热     | 公交5路                                                                                                  |
| 卡皮桑                | 5245m  | 双侧式站台       | 昂热     | 公交8路                                                                                                  |
| 昂热大学附属医院      | 5915m  | 双侧式站台       | 昂热     | 公交7路                                                                                                  |
| 曼恩摇篮              | 6370m  | 双侧式站台       | 昂热     | 公交9路                                                                                                  |
| 圣塞日-大学           | 6745m  | 双侧式站台       | 昂热     | |
| 莫里哀广场            | 7165m  | 双侧式站台       | 昂热     | |
| 赖伊芒                | 7575m  | 双侧式站台       | 昂热     | |
| 佛煦-蓝屋             | 7905m  | 双侧式站台       | 昂热     | 公交1路、2路、4路、6路、 9路、10路、30路、31路、32路、42路                                               |
| 佛煦-马场             | 8235m  | 双侧式站台       | 昂热     | 公交1路、2路、4路、6路、 9路、10路、30路、31路、32路、42路                                               |
| 火车站                | 8590m  | 双侧式站台       | 昂热     | 公交1路、5路、6路、8路、10路、 11路、13路、14路、15路、30~43路、 TER、TGV、Intercités、Interloire、Ouigo |
| 老佛爷广场            | 9000m  | 岛式站台         | 昂热     | 公交8路                                                                                                  |
| 斯特拉斯堡            | 9480m  | 分离式双侧式站台 | 昂热     | 公交10路、11路                                                                                           |
| 巴马科                | 10050m | 双侧式站台       | 昂热     | |
| 让二十三世            | 10725m | 双侧式站台       | 昂热     | 公交5路                                                                                                  |
| 让·维拉尔             | 11235m | 岛式站台         | 昂热     | |
| 昂热-玫瑰园           | 12070m | 双侧式站台       | 昂热     | 公交5路、11路                                                                                            |
| 1. 2.                 |        |                  |          | |

## 计划
昂热计划修建第二条有轨电车线路，具体方案待定。